# Mirliva

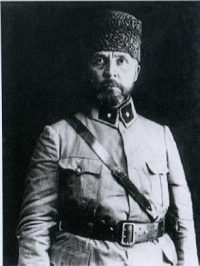
Mirliva Noureddine Pacha

Mirliva est un grade de l'armée ottomane, correspondant au rang de major-général.
Il a été supprimé en 1934, tout comme les titres d'Effendi, Bey et Pacha.

## Étymologie
Mirliva est un mot composé composé de Mir ("commandant") et Liva (ou Liwa, "brigade" en arabe).

## Uniforme
La marque de col (plus tard marque d'épaule) et la casquette d'un Mirliva avaient trois bandes et une étoile pendant les premières années de la République turque. L'armée ottomane et l'armée turque d'avant 1934 avaient trois grades généraux (similaires au système de classement britannique), tandis que l'armée turque actuelle a quatre grades généraux (similaires au système de classement américain), avec l'inclusion du général (Orgeneral) comme le quatrième introduit en 1934.

## Abolition
Le titre et le rang de Mirliva ont été abolis avec la loi n ° 2590 du 26 novembre 1934 sur l'abolition des titres et appellations tels que Effendi, Bey ou Pacha.